# Cypr na Mistrzostwach Świata w Lekkoatletyce 2009
Cypr na Mistrzostwach Świata w Lekkoatletyce 2009 – reprezentacja Cypru podczas czempionatu w Berlinie liczyła 4 zawodników. Jedyny medal dla tego azjatyckiego kraju – srebrny – zdobył skoczek wzwyż Kyriakos Ioannou.

## Występy reprezentantów Cypru

### Mężczyźni
- Skok wzwyż
  - Kyriakos Ioannou  zajął 2. miejsce z wynikiem 2,32

### Kobiety
- Bieg na 100 m
  - Eleni Artimata z czasem 11,49 zajęła 15. miejsce w półfinale i nie awansowała do kolejnej rundy
- Bieg na 200 m
  - Eleni Artimata z czasem 23,05 zajęła 8. miejsce w finale
- Skok o tyczce
  - Mariánna Zahariádi z wynikiem 4,25 zajęła 24. miejsce w eliminacjach i nie awansowała do kolejnej rundy
- Rzut młotem
  - Pareskevi Theodorou nie zaliczyła żadnej próby w eliminacjach